# Federico Fellini
Federico Fellini, född 20 januari 1920 i Rimini, Emilia-Romagna, död 31 oktober 1993 i Rom, var en italiensk filmregissör och manusförfattare.
Hans storhetstid sträckte sig från 1950- till 1970-talet. Bland hans filmer finns La strada, La dolce vita (Det ljuva livet) och Amarcord. Hans filmer kännetecknas av levnadsglädje och ett myller av märkliga och intressanta karaktärer. Men det finns alltid en allvarlig botten.

## Biografi

### Tidiga år och karriär
Fellini föddes i Rimini och började sin yrkeskarriär som karikatyrtecknare och journalist. Han arbetade för tidningen Marc’Aurelio där han skrev en regelbunden humorspalt. Han gjorde även intervjuer för tidningen CineMagazzino. Genom detta träffade han Aldo Fabrizi som han kom att samarbeta med.
Sin filmkarriär började han som manusförfattare. Han skrev även för radio och det var så han träffade skådespelerskan Giulietta Masina som arbetade som radioskådespelerska och som kom att bli hans fru.
1942 skickades han till Libyen för att arbeta på manuset till filmen I cavalieri del deserto. Där fick han också sin första erfarenhet av regi.
1944 arbetade han i en karikatyrstudio och träffade där Roberto Rossellini, som bad honom att bidra till manuset till dennes neorealistiska film Rom – öppen stad. För detta manus nominerades han och hans medförfattare till en Oscar 1947. Filmen Befriande eld (1946), också regisserad av Rossellini, Oscarsnominerades 1950.

### Filmkarriär

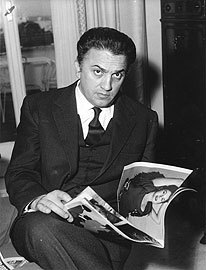
Federico Fellini någon gång under 1950-talet.

1950 regidebuterade han tillsammans med Alberto Lattuada med filmen Rampljusens barn. Hans första egenhändigt regisserade film var Den vita shejken (1952), en komisk historia om ett nygift par på bröllopsresa till Rom, där hustrun i smyg vill passa på att försöka få en skymt av sin stora följetongsidol, men det blir något mer än en skymt...
Sitt verkliga genombrott som regissör fick Fellini med Giulietta Masina och Anthony Quinn som ett udda kringresande gatuvarieté-par i La Strada - landsvägen (1954), som 1957 vann en Oscar i kategorin Bästa utländska film. Det gjorde även Cabirias nätter (1957) året därpå, och Giulietta Masina vann pris som Bästa skådespelerska på Filmfestivalen i Cannes för densamma. 1960 hade Det ljuva livet premiär. Filmen, om det moderna romerska "innefolkets" planlösa och smått dekadenta liv, väckte stor kontrovers och blev en enorm framgång, inte minst för den svenska skådespelerskan Anita Ekberg i en av de centrala rollerna och vann Guldpalmen vid Cannesfestivalen. Ekbergs fontänbad med Marcello Mastroianni i Rom tillhör filmklassikerna.
Från början av 1960-talet var Fellini starkt inspirerad av jungiansk psykologi och denna kom att sätta tydliga spår i filmer som 8½ (1963), (ett uppmärksammat självporträtt om en medelålders regissör i konstnärlig och existentiell kris), Julietta och andarna (1965), Fellinis Satyricon (1969), (om två ynglingars äventyr i ett dekadent och sönderfallande antikens Rom), Fellini Casanova (1976) och Kvinnostaden (La città delle donne) (1980) (en kvinnokarls dröm och mardröm om en ensam man i ett center för kvinnlig frigörelse).
I filmen Roma (1972) närmar han sig bildmässigt modern konst i en delvis närmast surrealistisk skildring av det mysteriösa Rom. Sin vana trogen lät han bygga upp det mesta i de stora studioområdena i filmstaden Cinecittà, bland annat en motorväg full med trafik. Hans halvt självbiografiska Amarcord vann en Oscar som bästa utländska film 1975. Filmen Och skeppet går (1982) är en fantastisk saga, återigen medvetet gjord helt i studio, med en gammaldags atlantångare på ett hav av skimrande plast.

## Metod och inflytande
Förutom med hustrun Masina, arbetade Fellini ofta med Marcello Mastroianni, och stora delar av rollbesättningarna bestod ofta av amatörer, människotyper man hittade på olika platser, och för honom kan filmerna mycket sägas vara som en sorts fortsättning på hans tidiga verksamhet som karikatyrtecknare. Det finns ofta en sorts mystisk, förtrollad, förhöjd verklighet i hans filmer, med tjutande vindar, märkliga gestalter och vacker, cirkusaktig musik av ständige kompositören Nino Rota. Ofta arbetade han dessutom utan något riktigt manus, utan mycket gjordes efterhand.
I intervjuboken Fellini om Fellini (1986) sade han sig ofta känna sig som "Ingmar Bergmans mindre allvarstyngde lillebror", och det fanns en stor ömsesidig beundran dem emellan. De sökte till och med skriva och regissera ett gemensamt filmprojekt, som av olika anledningar dock aldrig blev slutfört. Även ett samarbetsprojekt med japanske Akira Kurosawa var på tal. Dessa tre sågs ofta som sin tids största filmkonstnärer av kritiker och filmälskare, och tillsammans har de inspirerat otaliga filmskapare och konstnärer.
År 1974 tilldelades Fellini ett "lifetime achievement award" vid Cannes filmfestival, och 1993 fick han en motsvarande Oscar för sitt livsverk. 1990 tilldelades han det japanska priset Praemium Imperiale. Han har också fått en flygplats utanför Rimini uppkallad efter sig, Federico Fellini flygplats.

## Eftermäle
Asteroiden 5150 Fellini är uppkallad efter honom.

## Filmografi, i urval
- 1945 – Rom – öppen stad (endast manus)
- 1946 – Befriande eld (endast manus)
- 1950 – Rampljusens barn (tillsammans med Alberto Lattuada)
- 1952 – Den vita schejken
- 1953 – Gänget
- 1954 – La Strada - landsvägen
- 1955 – Skurken
- 1957 – Cabirias nätter
- 1960 – Det ljuva livet
- 1963 – 8 ½
- 1965 – Julietta och andarna
- 1968 – Toby Dammit
- 1969 – Fellinis Satyricon
- 1970 – Clownerna
- 1972 – Roma
- 1973 – Amarcord
- 1976 – Fellinis Casanova
- 1979 – Orkesterrepititionen
- 1980 – Kvinnostaden
- 1983 – Och skeppet går
- 1986 – Ginger & Fred
- 1987 – Intervista
- 1990 – Månens röst